# Графство Зайн-Хахенбург
Графството Зайн-Хахенбург (на немски: Grafschaft Sayn-Hachenburg) е територия на Свещената Римска империя в историческия регион Вестервалд в днещен Рейнланд-Пфалц, Германия.

## История
От 1606 г. замъкът Хахенбург, построен от графовете на Зайн около 1200 г., става владение на графовете от Зайн-Витгенщайн-Зайн.
През 1636 г. чрез наследствена подялба на Графство Зайн се създават Графство Зайн-Алтенкирхен и Графство Зайн-Хахенбург начело с Ернестине фон Зайн-Витгенщайн-Зайн (1626 – 1661), която управлява през 1636 – 1661 г. Територията на графството през 1800 г. има площ от около 250 км² и около 12 000 жители.
През 1714 г. Зайн-Хахенбург преминава под властта на бургграфовете от Кирхберг. През 1799 г. графството става част от владенията на князете на Насау-Вайлбург. През 1806 г. Зайн-Хахенбург заедно със Зайн-Алтенкирхен попадат в границите на новообразуваното Херцогство Насау.